# Roda Antar
Roda Antar (arabisch رضا عنتر) (* 12. September 1980 in Freetown, Sierra Leone) ist ein ehemaliger libanesischer Fußballspieler und heutiger Trainer. 

## Karriere

### Beginn im Libanon und Deutschland
Antar wurde in Freetown, der Hauptstadt Sierra Leones geboren, wo seine libanesischen Eltern arbeiteten. In dem westafrikanischen Land wuchs Antar bis zu seinem 16. Lebensjahr auf, besuchte die Schule und erlernte das Fußballspielen. Mit 15 Jahren kehrte Antar in das Heimatland seiner Eltern zurück. Dort begann er seine Karriere  bei Tadamon Sur Club, wo er 2001 den nationalen Pokal gewann. Anschließend kam er für zwei Jahre auf Leihbasis zum Hamburger SV. Für die Hamburger absolvierte er in den beiden Jahren 22 Spiele und erzielte dabei zwei Tore. Eine ebenfalls vereinbarte Kaufoption wurde vom HSV in diesen zwei Jahren nicht genutzt, und so kam der Offensivallrounder 2003 ablösefrei zum SC Freiburg.
Nach einer schweren Verletzung debütierte er erst im Dezember für den Sportclub und erzielte bei seinem Einstand drei Tore bei einem 4:2-Erfolg über den VfL Bochum. 2004 landete er bei der Wahl zu Asiens Fußballer des Jahres hinter Ali Karimi auf dem zweiten Rang. Bis zum Abstieg aus der 1. Bundesliga 2005 spielte er 44-mal für die Breisgauer und erzielte dabei zehn Tore.
Zur Saison 2007/08 verpflichtete der 1. FC Köln Antar ablösefrei. Er erhielt einen Dreijahresvertrag. Sein Treffer per Fallrückzieher im Heimspiel gegen den SV Wehen Wiesbaden wurde zum Tor des Monats des März 2008 gewählt. In der Saison 2007/08 war er am Kölner Aufstieg in die Bundesliga beteiligt und erzielte am vorletzten Spieltag beide Treffer zum entscheidenden 2:0-Sieg gegen den 1. FSV Mainz 05. Antar wurde am 11. Februar 2009 vom Training der Profis des 1. FC Köln freigestellt.

### Wechsel nach China

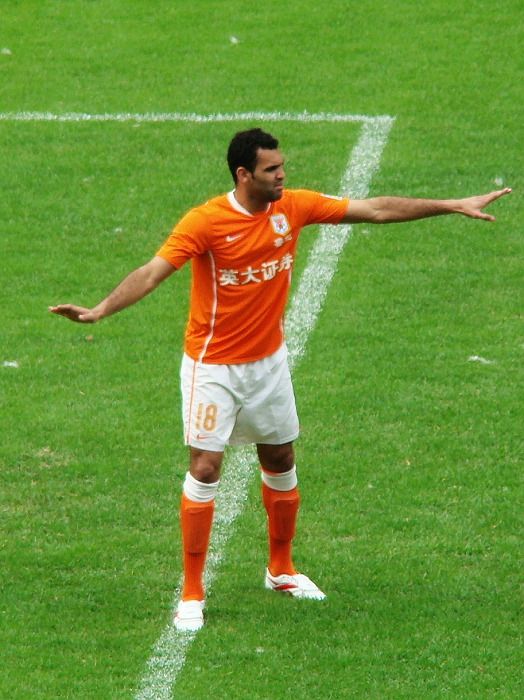
Antar im Trikot von Shandong Luneng Taishan (2009)

Am 13. März 2009 wechselte Antar zum chinesischen Erstligisten Shandong Luneng Taishan, mit dem er 2010 Meister wurde. Am 1. Januar 2014 wechselte er zum chinesischen Ligakonkurrenten Jiangsu Sainty, bei dem er bis Januar 2015 blieb. Anschließend wurde er an Hangzhou Greentown weiterverkauft. Hier spielte Antar bis Januar 2016.
Nach kurzer Vereinslosigkeit schloss sich Antar wieder seinem libanesischen Heimatverein Tadamon Sur Club an, bei dem er im Frühjahr 2017 sein Karriereende bekannt gab.

## International
Antar gab 2000 sein Debüt in der libanesischen Nationalmannschaft.
Er absolvierte 67 Spiele für die Nationalmannschaft und ist mit 20 Toren Rekordtorschütze seines Landes. Er nahm an der Asienmeisterschaft 2000 im Libanon teil. Lange Zeit war er Mannschaftskapitän.
Am 25. März 2013 beendete er seine Nationalmannschaftskarriere. Diese Entscheidung wurde aber nach wenigen Länderspielen wieder revidiert. Am 29. März 2016 bestritt Antar das letzte Spiel für das libanesische Team.

## Erfolge
- 1 × libanesischer Pokalsieger mit dem Tadamon Sur Club 2001
- 1 × Teilnahme an der Asienmeisterschaft 2000 mit dem Libanon
- 1 × Aufstieg in die Bundesliga mit dem 1. FC Köln 2008
- 1 × chinesischer Meister mit Shandong Luneng Taishan 2010